# Sunčana Škrinjarić
Sunčana Škrinjarić (ur. 11 grudnia 1931 w Zagrzebiu, zm. 21 kwietnia 2004 tamże) – chorwacka pisarka, poetka i dziennikarka.

## Życiorys
Studiowała język chorwacki na Akademii Pedagogicznej, ale nie została nauczycielką. Pracowała jako dziennikarka i prowadziła w radiu program edukacyjny dla dzieci, równocześnie pracując w przychodni (Domu zdravlja), a potem Instytucie statystycznym (Statičkom zavodu). Sunčana Škrinjarić jest jedną z najbardziej znanych w Chorwacji autorek książek dla dzieci. Pisała również poezje i scenariusze m.in. do filmu Czarodziejski las, który powstał na podstawie jej książki.

## Twórczość
- dla najmłodszych: Plesna haljina žutog maslačka, Zimska bajka, Tri jabuke s bakina ormara,
- dla dzieci: Čudesna šuma, Slikar u šumi, Ljeto u modrom kaputu, Kaktus-bajke, Dva smijeha
- dla dorosłych: Pasji put, Jogging u nebo, Kazališna kavana, Čarobni prosjak, Noć s vodenjakom, Cvijeće u listopadu

Dwie jej książki zostały zaadaptowane na filmy fabularne: Czarodziejski las (1986) i Čarobnjakov šešir (The Magician's Hat) (1990) w reżyserii Milana Blažekovicia.

## Nagrody
- 2000 nominowana do nagrody Hansa Christiana Andersena[2]
- w latach 1970, 1978 i 1983 laureatka nagrody "Grigor Vitez" za literaturę[3]
- w 1981 nagroda im. Ivany Brlić-Mažuranić za Ulica predaka[4]